# Grand prix du maire de Champignac
Le grand prix du maire de Champignac est un prix décerné pour la sortie la plus amphigourique de l'année, en Suisse romande, créé en 1988 par la revue satirique lausannoise La Distinction.

La Distinction.

Il tire son nom du maire de Champignac, personnage de la bande dessinée Spirou et Fantasio, qui se distingue par ses longs discours de langue de bois pleins d'ambiguïtés et de rapprochements involontairement comiques.
Le prix est une statuette de plâtre.

## Lauréats

### 2024
- Champignac d'Or :

« Il y a bien assez de places de parc à La Chaux-de-Fonds. Le problème, c’est que trop de monde les utilise. »

— Patrick Herrmann, conseiller communal, La Chaux-de-Fonds
- Champignac d'Argent :

« Il faut bien commencer par un début. »

— Guy Parmelin, conseiller fédéral vaudois
- Mention « Unique unicité » :

« Etant l’unique université de Lausanne, l’UNIL restera avec certitude la meilleure université de Lausanne. »

— Fabrice Moscheni, député au Grand Conseil vaudois
- Mention « Contagion musclée » :

« Taxons le sucre pour financer la lutte contre les maladies non transmissibles par le sport. »

— Géraldine Dubuis, députée au Grand Conseil vaudois
- Mention « Opération spéciale » :

« Pour le reste, la guerre de longue durée à laquelle la Russie s’est vue contrainte du fait de la résistance des Ukrainiens et du soutien massif apporté à l’OTAN, les Etats-Unis et l’UE, va certainement lourdement influencer d’éventuelles discussions. »

— Éric Hoesli, journaliste

### 2023
- Champignac d'Or :

« Les toilettes non genrées ne sont pas un pseudo-progrès. C’est aller vers la reconnaissance d’un besoin. »

— Théo Bregnard, conseiller communal, La Chaux-de-Fonds
- Champignac d'Argent :

« C’est difficile, oui, parce que c’est évidemment pas facile. [...] C’est la porte ouverte à toutes les fenêtres »

— Samuel Bendahan, conseiller national vaudois
- Mention « À bout de souffle » :

« L’usine de cigarettes de Boncourt existe depuis deux siècles […], c’est un poumon économique pour le village. »

— Célia Bertholet, journaliste RTS-La Première
- Mention « Saut dans l’hyperespace-temps » :

« En effet, en 2050, mon propre fils sera plus jeune que moi maintenant. C’est vous dire à quel point cela est proche. »

— Isabelle Moret, conseillère d'État vaudoise
- Mention « Fermeture éclair » :

« Avant, on avait une approche très conservatrice somme toute de ce qu’était un viol: un homme une femme et uniquement la pénétration dans le vagin. Tandis que maintenant, tout est beaucoup plus ouvert. »

— Elisabeth Baume-Schneider, conseillère fédérale

### 2022
La SVPA réussit l'exploit de recevoir une deuxième fois la distinction après avoir republié une phrase déjà honorée en 2015.
- Champignac d'Or :

« Une aide forfaitaire a été convenue pour les castrations et stérilisations de chiens et de chats errants ou de personnes démunies »

— Société vaudoise pour la protection des animaux
- Champignac d'Argent :

« Geler l’éducation numérique aurait pour conséquence de faire fondre les perspectives de nos jeunes »

— Frédéric Borloz, conseiller d’État vaudois
- Mention « Futurologie rétrospective » :

« Je pense qu’il est juste de dire qu’on ne peut pas prévoir demain. On ne peut même pas prévoir hier, non plus. On ne peut pas planifier ce qui se serait passé si on avait fait différemment »

— Solange Peters, médecin chef du Service d’oncologie médicale du Centre hospitalier universitaire vaudois
- Mention « Dépassement de la dialectique hégélienne » :

« Il y a deux manières d’absorber une augmentation des dépenses : soit en agissant sur les dépenses en les réduisant ou en ne les augmentant pas, soit en agissant sur les recettes en les augmentant ou en ne les réduisant pas. Et cela peut être un mix des deux »

— Isabelle Chassot, conseillère aux États fribourgeoise

### 2020 – 2021
À la suite de l'annulation de l'édition 2020 en raison de la pandémie de coronavirus, le prix est remis pour les deux années précédentes
- Champignac d'Or :
  - « Le photovoltaïque a bien sûr le vent en poupe et continuera de progresser. Il le faudra, car l’éolien piétine. » — Christophe Reymond, directeur du Centre Patronal
- Champignac d'Argent :
  - « Depuis 2002, on a constaté qu’il y avait une certaine stagnation au niveau de l’augmentation ou de la diminution. » — Johanna Gapany, conseillère aux États fribourgeoise
- Mention «Trois petits tours et puis s'en vont» :
  - « L’école se targue de “mettre l’enfant au centre” et je préférerais qu’elle se mette autour de l’enfant. » — Roby Tschopp, candidat au Conseil d’État neuchâtelois
- Mention « Procrastination précoce »
  - « Les jeunes ont retardé leur naissance, la fécondité a baissé de manière vraiment très prononcée. » — Clémentine Rossier, professeur à l’Université de Genève
- Mention « Bon tuyau »
  - « Chaque année, en Suisse, y a 4300 nouveaux cas de cancer colorectal, dont 1700 décès. C’est un tableau un peu noir que je vous dresse : en réalité, il y a de la lumière au bout du tunnel. » — Nicolas Buchs, spécialiste en chirurgie viscérale

### 2019
- Champignac d'Or :
  - « Dans cette coquille vide, il y a un os. » — Johann Dupuis, élu d'Ensemble à gauche. séance du conseil communal de Lausanne du 20 novembre 2018
- Champignac d'Argent :
  - « Sous l'emprise d'un taux d'alcool supérieur à deux pour mille, le meurtrier avait eu deux enfants avec la femme qu'il a abattue. » — Boris Busslinger, journaliste, Le Temps, 25 avril 2019
- « Se mélanger les pinceaux »
  - « C'est un autogoal qu'on se tire dans le pied. » — Xavier Berthod, président de la section valaisanne de l'Association suisse des transports routiers. Rhône FM, 26 septembre 2019
- « Jour de l'An 01 »
  - « Donc, c'est pour une raison commerciale qu'on a fixé le 1er janvier au 1er janvier ? » — Estelle Coquoz, journaliste, RTS-La Première, 31 décembre 2018, vers 18h04
- « Ski acrobatique »
  - « Pour Lara Gut, c'est la confirmation qu'elle remonte sur un podium en descente. Cela ne lui était plus arrivé depuis deux ans. » — Miguel Aquiso, journaliste sportif. RTS-Un, 23 février 2019

### 2018
- Champignac d'Or :
  - « Il faut réfléchir à la survie professionnelle des bouchers sans que les animaux soient tués à la fin. » — Virginia Markus, militante antispéciste, 24 Heures
- Champignac d'Argent :
  - « Il faut replacer le contexte dans son juste milieu. » — Jacques Nicolet, conseiller national vaudois, RTS La Première
- « Nuit des morts vivants »
  - « Par deux fois, il avait dû passer la nuit avec dans sa chambre un colocataire décédé. Il ne pouvait plus dormir à cause des cris. » — Samuel Pahud, avocat, 24 Heures
- Prix Pierre Maudet d'optimisation financière
  - « Le retour à la gratuité s’est révélé payant… » — Sylvie Berti Rossi, organisatrice du Livre sur les quais, 20 minutes
- « 20 000 lieues sous les mers »
  - « L’immersion dans le paquebot de la culture de masse à travers le hublot de l’histoire fait ressurgir à l’horizon le spectre de l’impérialisme. » — Grégoire Gonin, historien, lors de l'ouverture d'Aquatis, Le Temps

### 2017
- Champignac d'Or[7] :
  - « Vous me dressez la perche, Madame Amaudruz… » — Christian Favre, « héraut de la RTS », RTS La Première
- Champignac d'Argent :
  - « Ce ne sera pas le seul article autour de la sexualité à faire réagir. “La sodomie séduit les hétéros” est resté dans les annales. » — Florence Perret, journaliste, L'Hebdo
- « Silence éternel de ces espaces infinis »
  - « Et tout le monde s’est tu, d’une seule voix. » — Laurent Blanchard, reporter, Canal Alpha
- « Roue de la Fortune » 
  - « Un motard a 577 fois plus de risques de mourir sur la route qu’un passager du train. », Malika Nedir, présentatrice du téléjournal, RTS Un
- « Prix spécial de la boucherie Sanzot » 
  - « Fait surprenant : les viandes sans viande sont souvent plus chères que les viandes avec viande… » — Yves-Alain Cornu, journaliste, RTS La Première
- « Nyctalope » 
  - « Ici, dans les sous-sols, la drogue se vend au grand jour. » — Valérie Dupont, journaliste, RTS Un

### 2016
- Champignac d'Or 2016 :
  - « Son décès complique le travail de la police, qui n'a pas pu l'interroger. » — Céline Zünd, Le Temps
- Champignac d'Argent 2016 :
  - Pour son attention aux difficultés de la vie associative. « Le manque de mains au sein du comité a fait baisser les bras à plus d'un membre. » — Sandra Giampetruzzi, Le Régional
- « Rétroviseur intérieur »
  - « Ce n'est plus quelque chose qui va défigurer notre rade, puisqu'on l'aura dans le dos quand on sera face à elle. » — Luc Barthassat, conseiller d'État genevois, RTS
- « Top chrono » 
  - « Tout le monde disait 2030, c'est dans 30 ans ; maintenant, c'est dans 14 ans. » — Isabelle Moret, conseillère nationale vaudoise, RTS Un

### 2015
- Champignac d'Or :
  - Pour un énoncé particulièrement expéditif. « Un prix forfaitaire a été convenu pour les castrations et stérilisations de chiens et de chats errants ou de personnes démunies. » — Société vaudoise pour la protection des animaux, rédacteur en chef Stéphane Crausaz, Le Courrier des bêtes
- Champignac d'Argent :
  - Pour son sens de la formule délicate. « Hervé Cornara, la victime de la décapitation barbare de l'Isère. Il nous faut tenir tête contre le terrorisme. » — Denis Müller, professeur honoraire d'éthique aux universités de Genève et de Lausanne, Sur un réseau social
- «Out of Control»
  - « Ma relation avec la langue française est la même qu'avec ma femme. Je l'aime beaucoup, mais je ne la maîtrise pas du tout. » — Aldo Schellenberg (de), commandant des Forces aériennes, 24 heures
- «Délivrance» 
  - « Sage-femme, c'est un métier où l'on donne tout ce que l'on a. À la fin d'un accouchement, on est aussi vidée que la maman. » — Marie-Thérèse Adjaho, cheffe des sages-femmes du CHUV à Lausanne, Le Matin

### 2014
- Champignac d'Or :
  - Pour le « choc verbal ». « Un coup de pioche, c'est toujours bon à prendre. » — Pierrette Roulet-Grin, présidente du TCS-Vaud, La Région nord vaudoise, 21 mai 2014
- Champignac d'Argent :
  - « La campagne en prévision de la votation du 18 mai sur l'initiative populaire « Pour que les pédophiles ne travaillent plus avec des enfants » se met doucement en branle. » — site web : Les Observateurs, 20 mars 2014
- « Révolution culturelle »
  - « Les Chinois sont ouverts à toutes sortes de styles de musique, y compris la musique francophone. On sent qu'ils ont été longtemps bridés et qu'ils ont envie de découvrir de nouvelles choses. » — Florence Chitacumbi, chanteuse neuchâteloise
- « Complètement piqué »
  - « Mais est-ce que le local d'injection, finalement, ce n'est pas pour faire partir uniquement les toxicomanes, mais ça ne résout pas totalement le problème ? La solution finale, on ne l'a pas encore trouvée.... » — Oscar Tosato, municipal lausannois

### 2013
- Champignac d'Or :
  - « Dans Télétop Matin, Anne-Sylvie Sprenger constatait quant à elle que le sexe n'était plus tabou et que dans les interviews, il était dans toutes les bouches. » Stéphanie Pahud, linguiste, enseignante, Les Quotidiennes, 10 janvier 2013
- Champignac d'Argent :
  - « La ville n'a pas entretenu ses WC. Elle a privilégié les besoins du tourisme, au bord du lac. » Jérôme Cachin, journaliste, Vaud, La Liberté, 21 février 2013
- « Mélomane intégral »
  - « La chanson qui vous trotte dans la tête? "L'ouverture de la Traviata de Giuseppe Verdi, qui ne trotte pas dans la tête, mais m'habite. » Thierry Grosjean, ex-conseiller d'État neuchâtelois, Le Courrier neuchâtelois, 16 octobre 2013
- « SOS fantômes »
  - « Prévoir sa succession est une délicate affaire. Faut-il le faire de son vivant ?. » Nina Brissot, rédactrice en chef, Le Régional, 3 avril 2013

### 2012
- Champignac d'Or :
  - « Or l'article de M. Nordmann ne prétend pas qu'il faut coucher pour obtenir une patente de restaurateur, mais laisse entendre qu'il est utile d'être introduit. ». Patrick Stoudmann, juge vaudois, La Liberté, 18 avril 2012
- Champignac d'Argent :
  - « Monsieur Maudet vomit sur l'UDC depuis beaucoup de temps : ça, c'était dur à faire avaler. », Céline Amaudruz, présidente du parti UDC, Genève, RTS-La Première, 27 mars 2012
- « Apnée »
  - « Les dauphins arrivent à faire trois périlleux arrières et à retomber sur la queue. Il y a des trucs que nous n'arrivons pas à faire. », Olivier Favre, plongeur loclois, L’Impartial, 24 août 2012
- « Faites entrer l'accusé »
  - « Si pour chaque sujet délicat, un huis clos est prononcé, c'est la porte ouverte à tout ! », Olivier Piccard, préfet du district vaudois, La Liberté, 30 mars 2012
- « Fortalis »
  - « Je ne veux pas avoir un pied à Berne et un pied à Genève, sinon je vais finir avec un torticolis. », Manuel Tornare, conseiller national, Genève. Le Courrier, 7 novembre 2011

### 2011
- Champignac d'Or :
  - « Je pense que dans toute réforme, il y a des choses qui changent », Jacqueline de Quattro, conseillère d’État vaudoise, Radio suisse romande, décembre 2010
- Champignac d'Argent :
  - « Le tabagisme et la fumée passive étant des projets de santé publique majeurs, le Conseil d'État a décidé que la fonction publique devait jouer un rôle moteur », Séverin Bez, directeur de l'enseignement postobligatoire vaudois. lettre au Gymnase de Burier. 17 décembre 2011
- « Mention Clairvoyance lumineuse »
  - « Est-ce que vous avez aussi un regard, en tant qu'Ivoirien, sur ce qui se passe en ce moment ? », Natacha Van Cutsem, journaliste
- « Mention double peine »
  - « Vous aviez, avant EVM, 120 à 130 hellénistes qui sortaient par année au canton de Vaud. Il y en a 7 à 12. Ça veut dire qu’on est en train de tuer les langues mortes », Fabienne Despot, députée UDC vaudoise
- « Argument frappant »
  - « La boxe, c'est un sport populaire, ça touche de près les gens », Bertrand Duboux, ancien journaliste sportif RTS
- « Juste cause »
  - « Grâce au rassemblement que la Marche Blanche suisse avait su susciter, le droit suisse a hissé l’abus sexuel contre l’enfance à hauteur d’un véritable droit fondamental. », Alain Zogmal, UDC, Onex

### 2010
- Champignac d'Or :
  - « Je n’ai jamais été partisane de la fessée ou du martinet comme principe pédagogique. Cela doit rester un choix de ces femmes », Ada Marra, conseillère nationale socialiste vaudoise, 24 Heures, mai 2010
- Champignac d'Argent :
  - « Monsieur Yves Mugny a des arguments qui sont tellement faux que même l’inverse n’est pas vrai », Bertrand Stämpfli, porte-parole de l'aéroport de Genève, Radio suisse romande, janvier 2010
- « Mention Clairvoyance »
  - « Le gouvernement ivoirien n’est pas aveugle », Manuelle Pernoud, journaliste RTS, TSR, décembre 2009
- « Mention Zoo de Bâle »
  - « La raquette du no 1 mondial est redevenue un sceptre. Sa crinière n'avait pas blanchi pour de vrai. La foire du trône reste ouverte, mais le roi de la jungle s'appelle toujours Roger Federer. Les battus d'hier seront peut-être les vainqueurs de demain, tant pis, tant mieux, que le meilleur gagne. […] Un Federer lancé est une gazelle au volant d'un éléphant, la puissance et la grâce, et toujours ces coups qui trompent énormément. », Patrick Turuvani, journaliste, L'Express-Feuille d'Avis de Neuchâtel, 1er février 2010
- « Mention chute libre »
  - « Les attentats du 11 septembre 2001 se préparaient depuis longtemps. […] Ils ne sont pas tombés du ciel. », Jacques Baud, expert en sécurité, Dans un colloque de la Société vaudoise des officiers, Pully, 16 avril 2010

### 2000 à 2009

#### 2009
- Champignac d’Or :
  - « Le feu est sous contrôle, mes hommes sont cuits ! » — Jean-Luc Berney, commandant des pompiers lausannois, 24 Heures, 28 septembre 2009
- Champignac d’Argent :
  - « Le loup est arrivé et il est bien parti pour rester » — Jean-Claude Roch, garde faune vaudois, La Gruyère, 28 juillet 2009
- Mention « Espoirs du champignacisme » :
  - « Je ne suis pas le seul à être de mon avis » — Didier Burkhalter, conseiller fédéral, RSR1-La Première, 18 mars 2009
- Mention « Oreille de lynx »
  - « J’écoutais d'un œil amusé » — Martine Brunschwig Graf, conseillère nationale, TSR1, 8 février 2009
- Mention « Aller simple » :
  - « Faire comprendre ce que signifie mourir de faim, de maladie, ou sous les balles. Il est très difficile d’appréhender ce genre de situations si on ne les a pas vécues soi-même » — André Simonazzi, vice-chancelier de la Confédération suisse, Le Temps, 9 mars 2009

#### 2008
- Champignac d'Or :
  - « Je pars du principe que tout exercice doit être répété quatre ou cinq fois jusqu'à ce qu'il soit réussi du premier coup » — Daniel Berger, brigadier, Dans la revue de la brigade blindée 1, Armee Aktuell
- Champignac d'Argent :
  - « Il y a quelques mois, […] je vous ai dit que tout était possible. Tout ce qui se passe depuis montre que ce n'était pas tout faux » — Jean-Pierre Ghelfi, économiste, sur les ondes de la Radio suisse romande, septembre 2008
- Mention « Tout fout le camp » :
  - « Le problème, avec la question de l'avortement, c'est qu'on a un tout petit peu jeté le bébé avec l'eau du bain » — Florian Baier, candidat du Parti évangélique genevois, sur les ondes de la Radio suisse romande, octobre 2007
- Mention « Manque pas de souffle » :
  - « Mais pour moi, tout travail mérite salaire, et pas l'inverse » et « À coup de questions mal posées, le Centre droit s'époumone à chercher des équilibres que l'air du temps s'évertue à déchirer, alors qu'une droite dure a fait son apparition, exigeant une politique de droite sans compromis ». Pascal Broulis, conseiller d'État vaudois
- Mention « Valais demain » :
  - « Regarder l'avenir dans un rétroviseur, c'est entretenir un miroir aux alouettes et faire un combat d'arrière-garde pour préserver des rentes de situation. Autant, dès lors, s'accommoder des réformes en marche » — Simon Epiney, ancien conseiller national suisse, dans le Nouvelliste

#### 2007
- Champignac d'Or :
  - « L'avenir nous dira ce que le futur nous réserve. » — Christian Constantin, président du FC Sion, sur les ondes de la Radio suisse romande, le 29 mai 2007
- Champignac d'Argent :
  - « Je ne pense pas que c'est un modèle de société que d'avoir les femmes qui sont couvertes d'étoffes et de tissus » — Pierre-Yves Maillard, conseiller d'État vaudois, à la Télévision suisse romande, novembre 2007
- Mention « fort comme un chêne » :
  - « Le député de Gland, tendu, reconnaissait dimanche après-midi qu'il y avait 98 % de chances qu'il se retire » — Samuel Russier, journaliste, dans Le Temps
- Mention « travaux manuels » :
  - « Personnellement, je n'aime pas me laisser enfiler des bricolages par derrière sans que je le sache » — Jonas de Pury, conseiller général libéral à Neuchâtel
- Mention « géostationnaire »:
  - « En résumé, j'aimerais souligner que ne rien faire n'est pas une option dans la mesure où cet immobilisme constituerait un pas en arrière » et « Je suis capable de faire un pas de retrait pour mieux avancer derrière » — Jean-Claude Mermoud, conseiller d'État vaudois

#### 2006
- Champignac d'Or :
  - « Tout le débat se base sur un non-dit largement sous-entendu » — Liliane Maury-Pasquier, conseillère nationale suisse, Radio suisse romande, 21 mars 2006, 7 h 04
- Champignac d'Argent :
  - « L’équipe suisse n’est pas parvenue à monter sur le moindre podium lors des deux premières journées des Paralympiques 2006 de Turin. » — Agence SI, Le Courrier, 13 mars 2006
- Mention « Chupa-Chups »:
  - « Il est exclu que la Municipalité accepte des amendements qui péjoreraient les prestations offertes à la population ! Ce n’est pas parce que le Canton nous suce que nous devons sucer les autres ! » — Éric Voruz, syndic de Morges, Journal de Morges, 28 octobre 2005
- Mention « Frein moteur » :
  - « Il y a eu beaucoup d’oppositions, parce que les forces conservatrices s’allient, et les forces conservatrices sont souvent à gauche, je dois le regretter. Elles s’allient pour tout bloquer. Et si on bloque tout, on va dans le mur. » — Pascal Couchepin, conseiller fédéral, sur les ondes de la Radio suisse romande, le 23 mars 2006, vers 7 h 15
- Mention « Ping-Pong » :
  - « Ce ne sont pas les moyens qui conditionnent les ambitions, mais les ambitions qui sont conditionnées par les moyens. » — Michel Dubois, doyen de la faculté des sciences économiques de l’université de Neuchâtel, dans Unicité, avril 2006

#### 2005
- Champignac d'Or : 
  - « Mesdames, Messieurs, d’abord, je rectifierai un petit peu la vérité. » et « Je garantis que la Municipalité ne fait pas le concours du plus beau trou, bien au contraire. » — Olivier Français, municipal lausannois, directeur des Travaux, Conseil communal de Lausanne, 23 novembre 2004, 19 h 36
- Champignac d'Argent :
  - «…avec un stock aussi bas, on est obligé d’avoir l’appui de salines étrangères, voire suisses-allemandes. » — Jean-François Nicollier, resp. de production des Mines et Salines de Bex, TSR1, 1er février 2005, vers 19 h 30
- Mention Obscure Clarté :
  - « Nous ne voyons pas pourquoi une personne en chaise roulante aurait plus besoin d’aller au cinéma qu’un aveugle. » — Marc Vuilleumier, conseiller communal lausannois, Conseil communal lausannois, séance du 7 juin 2005, 19 h 58
- Mention Grand Écart:
  - « Qu’est-ce qui nous dit qu’avec cette loi, on ne met pas le pied dans une porte qui va nous emmener très très loin ? » — Romaine Jean, journaliste, Télévision suisse romande, 10 novembre 2004, vers 21 h 00
- Mention Erreur de diagnostic :
  - «…Madame Arafat qui a très longtemps fait antichambre devant la salle des urgences où est entubé son mari. » — Jacques Allaman, journaliste, RSR1-La Première, 9 novembre 2004, vers 12 h 30

#### 2004
- Champignac d'Or : 
  - « Ce serait véritablement se tirer une balle de plus dans le pied que de se mettre cette épée de Damoclès au-dessus de la tête, et puis de couper la corde qui la retient. » — Pierre Chiffelle, alors conseiller d'État vaudois, Radio Chablais, 1er avril 2004, vers 6 h 30
- Champignac d'Argent : 
  - « La Municipalité a choisi une personne compétente pour ce projet. Comme beaucoup, je le regrette. » — Mireille Cornaz, conseillère communale VDC, Conseil Communal de Lausanne, 20 avril 2004, un peu avant 22 h 00
- Mention Couverture militaire : 
  - « Il n'existe aucune maison sans toit, et il faut comprendre ces avions comme le toit au-dessus de ce pays, au-dessus de sa population. Et ça, c'est une tâche à long terme. Si on veut supprimer le toit d'un pays, c'est vraiment une question de fond, qu'il faudrait discuter tout à fait professionnellement et non pas en termes d'émotions. » — Christophe Keckeis, chef de l'armée suisse, RSR1-La Première, 20 avril 2004, vers 7 h 50
- Mention Dieu du Stade : 
  - « Le FC Sion est apolitique, chrétien et catholique. » — Christian Constantin, président du FC Sion, dans Le Nouvelliste, le 7 février 2004
- Mention « 0,5 pour mille : 
  - « Autrefois, nous mettions de l'eau dans notre vin, explique le député de Bière. Mais aujourd'hui la coupe est pleine. » — François Othenin-Girard, journaliste, 24 Heures, 27 août 2004

#### 2003
- Champignac d'Or :
  - « L'artillerie, mal adaptée aux missions humanitaires et de promotion de la paix, vit une crise de confiance et de budgets. » — Alexandre Vautravers, capitaine de son état et chroniqueur de circonstance à la télé, Revue Militaire Suisse[8], avril 2003, p. 57
- Champignac d'Argent :
  - « Cela signifierait, Monsieur, que si l'accident s'était produit dans quelque temps il n'aurait pas pu avoir lieu ? » — David Rihs, présentateur, Télévision suisse romande, 7 août 2003, vers 19 h 33

#### 2002
- Champignac d'Or :
  - « Je crois que le parti socialiste est un parti de gauche, qu'il doit pratiquer une politique de gauche et c'est ce qui le distingue des autres partis bourgeois. » — Christiane Brunner, présidente du parti socialiste suisse, RSR1-La Première, 26 juin 2002, Le Matin
- Champignac d'Argent :
  - « Expo.02 donne à voir et offre aussi un point de vue. Ma position de directrice générale me permet d'être une observatrice dont l'observatoire est constitué par l'objet même de ma vision. » — Nelly Wenger, visionnaire, Le Temps, 3 août 2002

#### 2001
- Champignac d'Or :
  - « Je n'ai personnellement pas honte à dire que je suis un homme de sexe masculin. » — Claude Ruey, conseiller d'État vaudois, à la tribune du Grand Conseil, 26 juin 2001
- Champignac d'Argent :
  - « La Comco envoie ainsi un coup d'épée dans l'oreille d'un sourd. » — François Nussbaum, redoutable bretteur, dans L'Impartial, repris dans Le Courrier du 22 décembre 2000

#### 2000
- Champignac d'Or :
  - « Ça m'est arrivé de me mettre les doigts pour me faire vomir. C'est un cercle infernal, si on met les pieds dedans, on ne s'en sort plus. » — Christel Borghi, championne suisse 1999 de patinage, dimanche.ch, 6 février 2000
- Champignac d'Argent :
  - « Ils ont perdu du temps sur ceux qui ont déjà franchi la ligne. » (Bertrand Duboux, chroniqueur cycliste déjanté, TSR1, 17 septembre 1999, 17h38)
  - « Il a pris un virage très douloureux dans le mauvais sens du terme. » (Bertrand Duboux, TSR1, 17 septembre 1999, 17h42)
  - « Les coureurs passent devant le château de Chillon toujours aussi imperturbable. » (Bertrand Duboux)
  - « Ah ! Il est fort, Laurent Jalabert, c'est certain. Il est capable de tout faire, de gagner comme de perdre. » (Bertrand Duboux, entre Liège, Bastogne et Liège, TSR, 16 avril 2000, 16h16)

### XXesiècle

#### 1999
- Champignac d'Or :
  - « Beaucoup de gens devront donc attendre pour me rencontrer, et certains n'y arriveront peut-être pas. Je partage bien sûr leur déception. » Bertrand Piccard, psychiatre et aérostier suisse, Le Temps, 12 juin 1999
- Champignac d'Argent :
  - « C'est avec la langue que vous mettez les pieds dans le plat. » Claude Froidevaux, journaliste, RSR-La Première, 22 janvier 1999, entre 18 h 20 et 19 h 00
- Mention « Bons tuyaux » :
  - « Lausanne est couverte de canalisations en dessous. » Sylvia Zamora, directrice lausannoise des Travaux publics, lors du colloque « La ville et l'enfant », Musée olympique, 10 mars 1999
- Mention « Accouchement au forceps » :
  - « On ne peut pas comparer la maternité et les obligations militaires. Ce n'est pas comme si les hommes étaient rémunérés pour jouer au football. » Peter Hasler, directeur de l'Union patronale suisse, dans Construire, 18 mai 1999

#### 1998
- Champignac d'Or :
  - « Après une longue traversée du désert, ils (les verts) sont en passe de sortir la tête de l'eau .» Jean de Preux, journaliste
- Champignac d'Argent :
  - « Je remercie Madame Tauxe-Jan, qui a rempli plusieurs casquettes ce soir. » Eliane Rey, présidente du Conseil communal de Lausanne
- Mention « Apnée » :
  - « ...je me souviens d'un jour où je suis resté accoudé plusieurs minutes sans bouger au bord de la piscine. Ma femme m'a demandé ce qui se passait et je lui ai répondu: "Je pense au Parti radical..." » Eric Golaz, rescapé de la noyade
- Mention « Regrets » :
  - « La femme n'est plus considérée comme un animal domestique. » Boris Senff, critique littéraire et ami des bêtes
- Mention « Bord du gouffre » :
  - « On est à un moment dramatique, mais il ne faut pas dramatiser les choses. » Pascal Couchepin, conseiller fédéral
- Mention « Reliques » :
  - « À force de faire parler les vestiges, on se pose des questions sur soi-même. » Gilbert-Auguste Kaenel, directeur du Musée d'archéologie de Lausanne

#### 1997
- Champignac d'Or
  - « Comment vivre sans nez ? Rien qu'à l'odorat je pourrais repérer mes enfants, mes petits-enfants, mes proches, et même distinguer ma chatte de celle de ma voisine. » Françoise Buffat, chroniqueuse dans le Journal de Genève, 19 février 1997
- Champignac d'Argent
  - « Je voudrais rafraîchir la mémoire de ceux qui étaient absents la semaine passée. » Jacqueline Maurer-Mayor, députée au Grand Conseil vaudois, séance du 16 décembre 1996, à 16 h 03
- Mention Poids Plume
  - « Utiliser un moyen aussi lourd que la grève me semble léger. » Jean Jacques Schwaab, chef du DIPC vaudois, dans le Journal de Genève, avril 1997
- Mention « Clair et Net »
  - « Le résultat est net. Je ne suis pas sûr qu'il soit clair. » Claude Ruey, conseiller d'État vaudois, supra TSR, 28 septembre 1997, vers 19 h 50

#### 1996
- Champignac d'Or
  - « Le paysan est un homme comme les autres, sa femme également, avec ses deux métiers de paysanne et de mère de famille. » Francis Thévoz, municipal de la ville de Lausanne, dans le journal communal[9]
- Champignac d'Argent
  - « Je suis de tout mon être au centre. En outre, je suis professeur, mais je suis un homme du peuple, car le peuple c'est tout le monde. » Jean-Christian Lambelet, économiste[10]
- Mention « Ruade »
  - « Nous sommes dans la situation d'un mariage à reculons qui ne s'est jamais conclu. » Claude Ruey[9]
- Mention « Travaux manuels »
  - « Leur bel outil en main, les responsables de la salle Métropole peuvent donc regarder vers l'avenir. », Marc Julmy, journaliste au quotidien 24 heures

#### 1995
- Champignac d'Or
  - « Certaines sociétés d'étudiants ont bien essayé de les introduire, mais leurs membres ne se portaient pas mieux. » — Philippe Thomas, président des Zofingiens, à propos de l'absence de femmes au sein des sociétés d'étudiants[11]
- Champignac d'Argent
  - « Il est clair que faire une fin de vie dans une chambre d'hôpital à sept lits, ce n'est pas viable. », Dominique Hausser, médecin, La Première, 8 novembre 1994[11]
- Mention « Autogoal »
  - « On a été pris de vitesse par le ralenti. » — Jean-Jacques Tillmann, journaliste sportif, Télévision suisse romande, match Göteborg - Manchester, 23 novembre 1994[11]
- Mention « Big Brother »
  - « Le recteur n'a qu'un seul pouvoir, celui  de convaincre. Convaincre, cela signifie que lorsqu'on prend une décision et qu'elle engendre une révolution à l'Université, cette décision n'est pas la bonne. C'est pourquoi, l'exécutif de l'Université doit savoir persuader que les décisions qu'il prend sont bonnes. » — Pierre Ducrey, ancien recteur de l'Université de Lausanne, dans L'Auditoire[11]
- Mention « Dame de compagnie »
  - « La femme à l'armée est une réalité qui aujourd'hui fonctionne à satisfaction et sans problème. » — Rodolphe Christen, commandant de corps au sein de l'armée suisse, Journal de Genève, 22 février 1995[11]

#### 1994
- Champignac d'Or
  - « Dieu lui-même en effet, le maître de l'univers, quand il a décidé de venir vivre sur la terre dans la peau d'un être humain, a choisi de le faire dans celle d'un homme et non d'une femme : Jésus de Nazareth. Lui reprochera-t-on de ne pas savoir ce qu'il faisait ? » — Roger Barilier, pasteur et écrivain[12]
- Champignac d'Argent
  - « Et pour ce qui est de l'acquis social, il faut le rendre plus répondant aux besoins particuliers de ceux qui en ont vraiment besoin, et moins général, comme un parapluie qui arrose tout le monde. » — David de Pury, économiste, coprésident d'Asea Brown Bovery[12]
- Mention « Batoille »
  - « Laissez-le finir, vous l'interromprez après. » — Jean-Marc Richard, animateur de débats[13]
- Mention « Milieu du Monde »
  - « Si Morges va mieux, le canton de Vaud ira mieux, la Suisse ira mieux, l'Europe ira mieux. » — Denis Barbey, président du Conseil communal de Morges[13]

#### 1993
- Champignac d'Or
  - « Le péché le plus mortel reste le meurtre. » — Gilbert Salem, journaliste et écrivain[14]
- Champignac d'Argent
  - « Le chômage qui règne, très douloureux il est vrai, nous fait souvent tomber dans le noir pessimisme et nous empêche de voir que plus de 94 % des travailleurs ont pu conserver leur emploi. » — Olivier Chevallaz, municipal de la ville de Lausanne[14]

#### 1992
- Champignac d'Or
  - « Notre pays est magnifique, et je me réjouis chaque matin de pouvoir revoir, de la fenêtre de mon bureau, ces gardiens que sont Mönch, Eiger et Jungfrau, et cette Sarine qui irrigue tant de cantons ! » — Jean-Pascal Delamuraz, conseiller fédéral[15]
- Champignac d'Argent
  - « Chabrol est contemporain de son époque. » — Christian Defaye, journaliste[15]
- Mention « Espoir »
  - « Nous n'étions pas au courant des agissements de cette agence de voyages. Nous savions bien sûr qu'elle faisait des voyages homosexuels, ce qui n'est pas un crime. Nous ne savons pas ce que nos membres font dans notre dos. » — Liliane Maurer, Fédération des agences de voyage[15]
- Mention « Bien »
  - « Je suis né être humain. J'aurais pu naître fourmi, gorille ou éléphant. »— Félicien Morel, conseiller d'État du canton de Fribourg[15]

#### 1991
- Champignac d'Or
  - « La mère restera essentiellement une femme. » — Pierre Gilliand, démographe[16]
- Champignac d'Argent
  - « Il faut surtout construire pendant qu'il en est temps, c'est-à-dire avant qu'il n'y ait plus de place pour le faire. » — Marcel Blanc, conseiller d'État du canton de Vaud[16]

#### 1990
- Champignac d'Or
  - « On vit dans un pays de libertés, et il faudra toujours lutter contre l'espionnage, le terrorisme, les extrémistes qui prétendent renverser la démocratie et le crime organisé. » — Philippe Pidoux, conseiller d'État du canton de Vaud[17]
- Champignac d'Argent
  - « La plaine est vraiment de plus en plus plate. » — Bertil Galland, journaliste[17]
- Mention « Honorable »
  - « Il est difficile de trouver des vols directs, et nous n'escortons pas toujours les gens jusque dans leur pays d'origine, car souvent nos policiers ne sont pas bien traités là-bas. Ce qui compte pour nous, c'est que ces gens partent. » et « En outre, je ne vois pas pourquoi ces Zaïrois n'attendraient pas chez eux la réponse à leur recours. Les Italiens attendent bien en Italie. » — Jean-Claude de Haller, secrétaire général du Département vaudois de justice et police[17]

#### 1989
- Champignac d'Or
  - « L'antimilitarisme chez nous ne date pas d'aujourd'hui. Ce qui est nouveau, c'est qu'il s'en prenne à l'existence même de l'armée. » — Jean-François Leuba, conseiller d'État du canton de Vaud[18]
- Champignac d'Argent
  - « C'était l'acte de vente qui m'excitait. Un peu comme une femme s'accomplit en mettant un enfant au monde. » — Bernard Nicod, promoteur immobilier vaudois[18]
- Mention « Bien »
  - « Certes, les hommes publics restent des hommes. Et ils ont droit à l'erreur, voire à une certaine médiocrité. » — Philippe Pidoux, conseiller d'État du canton de Vaud[18]
- Mention « Espoirs »
  - « La fertilité dont le Mur n'a cessé d'enrichir les arts et l'histoire européenne, c'est le fruit de son infranchissabilité. Et la fin de cette infranchissabilité révèle à quel point elle n'était qu'une fiction voulue par tous - et brusquement niée par tous. Le Mur est d'ordre narratif. » — Christophe Gallaz, journaliste[18]

#### 1988
- Champignac d'Or
  - « Je suis un type qui prend des décisions : ma femme va explorer le terrain, ensuite je me rends dans le magasin qu'elle m'a indiqué et en cinq minutes je conclus l'achat. » — Adolf Ogi, conseiller fédéral[19]
- Champignac d'Argent[19]
  - « Il faut se déterminer entre la peur d'oser et la crainte d'entreprendre. Lausannois, Lausannoises, j'ai confiance en vous. » — Paul-René Martin, syndic de Lausanne[20]